# 59 segundos
59 segundos (ou 59") foi um programa televisivo de debate político e de actualidade da Televisión Española, emitido em Espanha por La 1 gravado nos estúdios Buñuel e produzido pelo Globomedia.
A sua principal característica era contar com una mesa de discussão com microfones que se desligavam automaticamente após passar um minuto, o que obrigava o intervenientes a ajustar a sua intervenção nesse espaço de tempo.
59" terminou a 4 de abril de 2012 e foi substituído pelo El debate de La 1.

## Versões
Era emitida uma versão em catalão para Catalunha, 59" (59 segons), às terças-feiras, a partir das 21h30, apresentado por Cristina Puig, na La 2.
También era emitida uma versão canária de 59", às terças-feiras, a partir das 23h (hora canária), apresentado por Fátima Hernández na La 1 (das Canárias).